# 者仙河
者仙河，又称八桂河，位于中国广西壮族自治区西部，是剥隘河（右江）左岸支流，发源于田林县潞城瑶族乡平板村西南1.6千米，东南流至百色市阳圩镇百达屯汇入剥隘河。河长84千米，流域面积762平方千米。